# سیمون زاواریان
سیمون زاواریان (ارمنی: Սիմոն Զաւարեան) یا روستوم یکی از بنیانگذاران فدراسیون انقلابی ارمنی به همراه کریستاپور میکائلیان و استپان زوریان می‌باشند. روستوم به هنگام تأسیس فدراسیون در ۱۸۹۰ به جرم شرکت در تظاهرات دانشجویی در زندان حکومت تزاری بود، به محض آزادی از زندان در سازماندهی فدراسیون فعالانه شرکت کرد و به همین دلیل وی را در کنار کریستاپور میکائیلیان و سیمون زاواریان از بنیان‌گذاران داشناکسوتیون می‌دانند.

## زندگی‌نامه
سیمون زاواریان در سال ۱۸۶۶ میلادی در روستای آیگهات، استان لوری ارمنستان به دنیا آمد. تحصیلات خویش را شهر مسکو انجام داد و پس از ملاقات با کریستاپور میکائلیان و استپان زوریان در شهر تفلیس در سال ۱۸۹۰ میلادی، حزب فدراسیون انقلابی ارمنی را تشکیل دادند. وی ابتدا به شهرهای موش و ساسون برای تدریس مسافرت نمود ولی سرانجام در شهر استانبول ساکن شد.
سیمون زاواریان در سن ۴۷ سالگی در استانبول به‌طور غیرمنتظره درگذشت.

### انقلاب مشروطه
استپان زوریان از بنیان‌گذاران فدراسیون انقلابی ارمنی در انقلاب مشروطه ایران نقش بسزایی ایفا کرد.

## نگارخانه

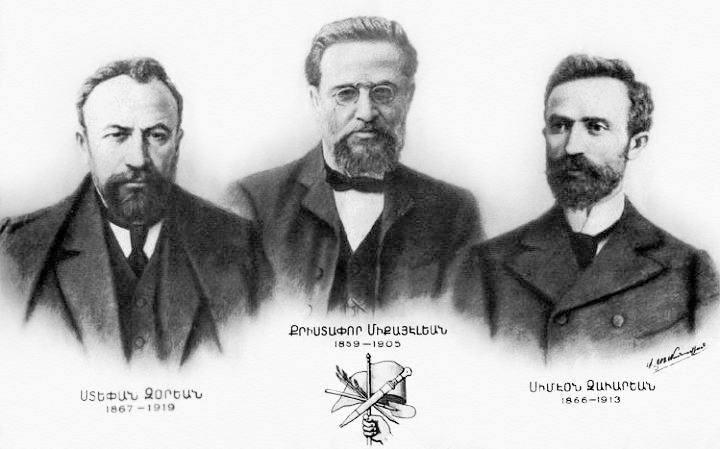
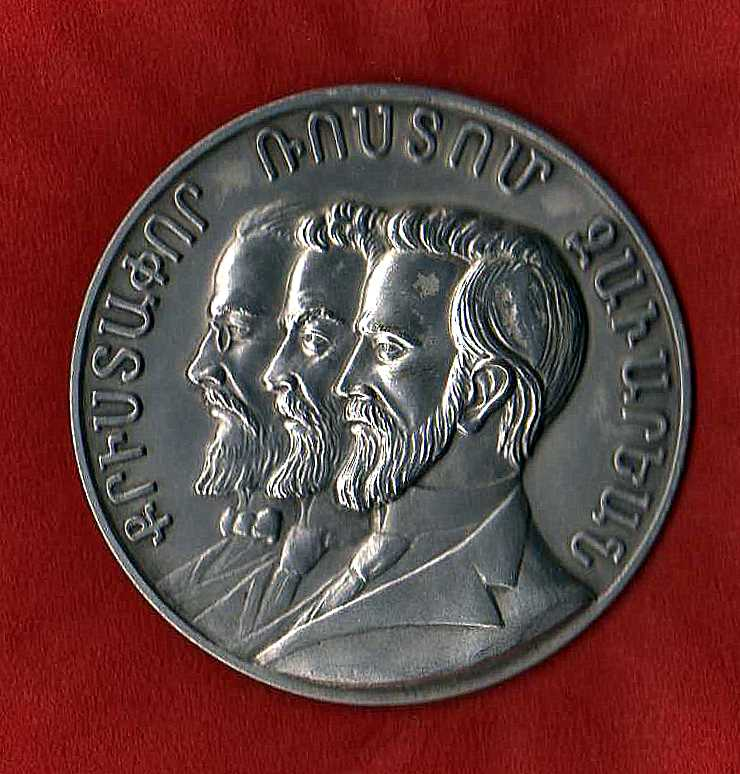